# Vasile Hotico
Vasile Hotico (n. 28 noiembrie 1922, Ieud, Maramureș - d. 5 ianuarie 1995, Sighetu Marmației) a fost un preot greco-catolic, profesor de latină, deținut politic.

## Studii
Din clasa a V-a a studiat la Sighetu-Marmației, la Liceul Pedagogic, liceu care se numea pe atunci Școala Normală, clasa a V-a de acum fiind echivalentă cu clasa I-a de liceu. Acolo a terminat cele 7 clase ale liceului, orientându-se spre Academia Teologică de la Oradea. Termină cu bine studiile, studii ce sunt făcute în perioada celui de-al doilea război mondial. 

## Activitatea didactică și pastorală
După absolvire a predat timp de un an limba latină la Liceul „Dragoș Vodă” din Sighetu Marmației, după care s-a căsătorit și a fost hirotonit de episcopul Alexandru Rusu pe seama comunei Borșa, Maramureș. 

## Detenția
A fost arestat la 24 ianuarie 1949, pentru refuzul de a trece la ortodoxism. Torturat în timpul anchetei la Securitate. Condamnat la 8 ani de temniță grea. Eliberat în 1956. Rearestat în 1960. Condamnat, din nou, la 8 ani închisoare, pentru același motiv: refuzul de a renunța la catolicism. Detenția la penitenciarele Sighet, Cluj, Aiud. Eliberat în 1963. (https://web.archive.org/web/20190828022604/http://www.procesulcomunismului.com/marturii/fonduri/ioanitoiu/dictionar_hijkl/h/dictionarh_11.pdf) A avut 6 copii, 3 băieți și 3 fete. Soția lui a murit în 1967, rămânând văduv. A desfășurat o activitate bogată în perioada de dinainte de revoluție, fiind urmărit de securitate. După 1990 devine protopop al Sighetului și vicar foraneu al Maramureșului istoric. Participă și la reactivarea parohiilor românești de peste Tisa, din actuala Ucraina. 

## Posteritatea
Unul din fiii săi este Pr. Hotico Vasile, protopop de Iza-Vișeu și paroh la Dragomirești.